# Einwanderung

Weltkarte mit farblich dargestelltem Immigrantenanteil pro Staat im Jahr 2005

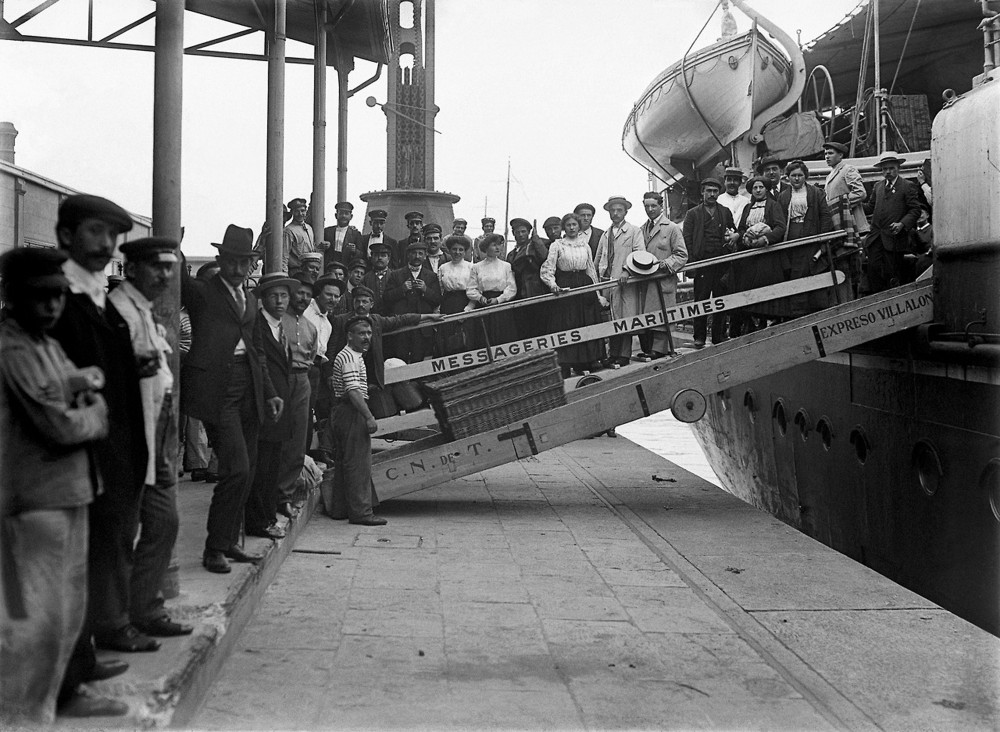
Europäische Einwanderer kommen in Argentinien an

Menschen, die einzeln oder in Gruppen ihre bisherigen Wohnorte verlassen, um sich an anderen Orten dauerhaft oder zumindest für längere Zeit niederzulassen, werden als Migranten bezeichnet. Pendler, Touristen und andere Kurzzeitaufenthalte fallen nicht unter die Definition von Migration, saisonale Arbeitsmigration wird manchmal mit einbezogen.
Überschreiten Menschen im Zuge ihrer Migration Ländergrenzen, werden sie aus der Perspektive des Landes, das sie betreten, Einwanderer oder Immigranten (von lateinisch migrare, „wandern“) genannt. (Aus der Perspektive des Landes, das sie verlassen, heißen sie Auswanderer oder Emigranten.) Die Soziologie bezeichnet Immigration in der Regel als Zuwanderung (sowie Emigration entsprechend Abwanderung).
Weltweit wird die Anzahl der Immigranten (d. h. derer, die im Laufe ihres Lebens ihren dauernden Wohnsitz vom Ausland ins Bezugsland verlegt haben) auf 231,5 Millionen geschätzt, das sind 3,25 % der Weltbevölkerung. Migration ist eine bedeutende Änderung im Leben eines Menschen und mit großen, zum Teil lebensbedrohlichen Risiken verbunden (siehe unerlaubte Migration), und zerreißt oft Familienverbände und soziale Strukturen.
Das moderne Bild der Immigration ist im Zusammenhang mit den Begriffen Nationalstaaten und Nationalitäten sowie Pässen, Grenzen mit Grenzkontrollen und Staatsbürgerschaftsrecht zu sehen. In vielen Staaten haben Immigranten als Nicht-Staatsbürger im Verhältnis zu Staatsbürgern eingeschränkte Rechte, besonders das Recht auf Niederlassung wird zum Teil streng durch Immigrationsgesetze beschränkt (siehe auch Ausländerrecht). Immigration ohne gesetzliche Erlaubnis oder Verstoß gegen die durch die Form der Aufenthaltserlaubnis gesetzten Grenzen – sogenannte illegale Immigration – kann strafbar sein und führt gewöhnlich zu Festnahme und Verurteilung und/oder zur Abschiebung durch Staatsorgane.
Immigranten unterscheiden sich, sofern es sich nicht um Rückwanderer handelt, mitunter von den Einwohnern eines Staates. Dies kann zu Problemen und Spannungen zwischen Immigranten und den alteingesessenen Landesbewohnern führen. Dies ist auch von Kultur, Mentalität und Traditionen (z. B. Gastfreundschaft, Xenophobie), Wirtschaftslage bzw. -aussichten und vielen anderen Faktoren abhängig. Manchmal nehmen Immigranten und Einheimische den gleichen Spannungs- bzw. Problemfall sehr unterschiedlich wahr. In vielen Ländern gibt es seit Jahrzehnten Debatten um Integration bzw. Assimilation und die Effekte von Multikulturalität.

## Begrifflichkeiten
Obwohl das aus dem Lateinischen stammende Wort „Migrant“ wörtlich „Wandernder“ bedeutet, werden auch Zugewanderte, deren Migrationsvorgang abgeschlossen ist, als „Migranten“ bezeichnet, bis aus ihnen sprachlich „Menschen mit Migrationshintergrund“ werden. Auch ihre im Zuwanderungsland geborenen Abkömmlinge werden, vor allem im Zusammenhang von Bevölkerungsstatistiken, als „Menschen mit Migrationshintergrund“ bezeichnet, auch wenn sie selbst an keinem Migrationsvorgang teilgenommen haben. Um sprachlich präziser darzustellen, welche Vorfahren den Migrationsvorgang durchgemacht haben, werden Migranten in Generationen klassifiziert. Migranten, die am Migrationsvorgang teilgenommen haben, werden als Migranten „der ersten Generation“ bezeichnet.
Die Begriffe Ausländer und Migrationshintergrund werden in der Bevölkerung oft synonym verwendet, obwohl beide Begriffe zu unterscheiden sind. Migranten, die die deutsche Staatsangehörigkeit annehmen, gelten vom Zeitpunkt der Einbürgerung an nicht mehr als Ausländer, aber als Personen mit Migrationshintergrund.
Die Wanderung zwischen EU-Staaten wird häufig nicht als Migration, sondern als Mobilität bezeichnet. Wird von Migranten gesprochen, werden demnach vor allem Personen, die eine Wanderung zwischen Nicht-EU-Staaten und der Europäischen Union vollzogen haben, in den Fokus genommen.

## Statistiken zur weltweiten Immigration
Nach einem Bericht aus dem Jahr 2006 vom Generalsekretariat der Vereinten Nationen (UNO) über die weltweite Immigration und Entwicklung gibt es weltweit etwa 200 Millionen Einwanderer. Die UNO definiert einen internationalen Migranten als eine Person, die ihren Ort des gewöhnlichen Aufenthalts – verstanden als jener Ort, wo er oder sie die tägliche bzw. wöchentliche Ruhe- und Freizeit verbringt – verlässt und sich in einem anderen Ort in einem anderen Staat niederlässt, so dass dieser der neue Ort des gewöhnlichen Aufenthalts wird.
Nach dieser UNO-Definition war der Prozentsatz der Immigranten in ausgewählten Mitgliedstaaten der Europäischen Union (mit Großbritannien) 2014 wie folgt:
| Land                   | Anteil  | Am meisten vertretene Herkunftsländer |
| ---------------------- | ------- | ------------------------------------- |
| Luxemburg              | 45,28 % | Portugal, Frankreich, Italien         |
| Spanien                | 10,06 % | Rumänien, Marokko, Ecuador            |
| Österreich             | 12,42 % | Deutschland, Serbien, Türkei          |
| Belgien                | 11,29 % | Italien, Frankreich, Niederlande      |
| Deutschland            | 8,68 %  | Türkei, Russland, Polen               |
| Vereinigtes Königreich | 7,77 %  | Irland, Indien, Pakistan              |
| Italien                | 8,1 %   | Rumänien, Albanien, Marokko           |
| Schweden               | 7,12 %  | Finnland, Irak, Polen                 |
| Frankreich             | 6,31 %  | Algerien, Marokko, Portugal           |
| Niederlande            | 4,37 %  | Türkei, Marokko, Indonesien           |

## Wanderungsbewegungen im 20. Jahrhundert
- Religiöse, kulturelle und politische Verfolgung in vielen Ländern vor allem Europas und des Nahen Ostens führte im 20. Jahrhundert, vor allem in den 1930er Jahren, dazu, dass z. B. Liberale und Juden in offenere Gesellschaften auswanderten, etwa in die Vereinigten Staaten von Amerika, nach Kanada oder Australien.
- Etwa 12 bis 14 Millionen Deutsche und deutschstämmige Angehörige verschiedener Staaten waren zwischen 1944/45 und 1950 von Flucht und Vertreibung betroffen.[6][7]
- Das Ende der Kolonialzeit führte dazu, dass aus überseeischen Kolonien viele Menschen in die (Noch- oder Nicht-mehr-)Kolonialländer kamen, speziell in Metropolen wie London, Paris und Brüssel.
- Der jahrzehntelange deutsche Wirtschaftsaufschwung nach dem Krieg führte dazu, dass aus Ländern wie z. B. Türkei, Italien, Spanien, Griechenland, Marokko oder Jugoslawien sogenannte Gastarbeiter angeworben wurden (Arbeitsmigration). Durch Familiennachzug nahm die Zahl an Immigranten weiter zu. Gastarbeiter hatten in der Regel befristete Verträge und es war vorgesehen, dass sie nur eine Zeit lang in Deutschland bleiben. Die Mehrheit kehrte daher letztendlich wieder in ihre Herkunftsländer zurück, ein kleiner Teil blieb aber in Deutschland. Dies führte dazu, dass auch nach dem Anwerbestopp 1973 Millionen von Menschen aus den ehemaligen Gastarbeiterländern den Gastarbeitern folgten. Sie suchten in Deutschland Arbeit oder migrierten aus anderen Gründen und blieben in der Regel im Land. Andere westeuropäische Länder schlossen ähnliche Verträge ab.
- Nach dem Ende des Zweiten Weltkriegs und bis zum Fall des Eisernen Vorhangs 1989 flüchteten viele Menschen vor politischer Verfolgung aus den Ländern des damaligen Ostblocks in den Westen
- Nach dem Fall des Eisernen Vorhangs kamen viele osteuropäische Migranten nach Westeuropa.
- Nach der Kapitulation Südvietnams 1975 flüchteten in den 20 Jahren darauf über 1,6 Millionen Südvietnamesen auf Booten aus dem Land (sogenannte Boatpeople). Vielen von ihnen gelang es, direkt oder auf Zwischenstationen in ein westliches Land einzuwandern.
- Infolge des Zerfalls der Sowjetunion kamen Anfang der 1990er Jahre Spätaussiedler nach Deutschland.
- Aufgrund politischer Ursachen wie Krieg, Umstürze oder politischer Verfolgung beantragten vor allem in den 1980er und 1990er Jahren zahlreiche Menschen aus dem Nahen und Mittleren Osten sowie Afrika unter anderem auch in Deutschland Asyl.
- Aus Kriegsgebieten wie dem zerfallenden Jugoslawien kamen in den 1990er Jahren Hunderttausende Menschen aus den Balkanländern nach Westeuropa, meist in den deutschsprachigen Raum.
- Bis zur Gegenwart haben Fluchtbewegungen aus dysfunktionalen oder von Kriegen und Bürgerkriegen betroffenen Ländern Afrikas und des Nahen Ostens (inkl. Afghanistan) in den globalen Norden stark zugenommen, gipfelnd in der Flüchtlingskrise in Europa ab 2015.

## Einwanderung in verschiedene Länder

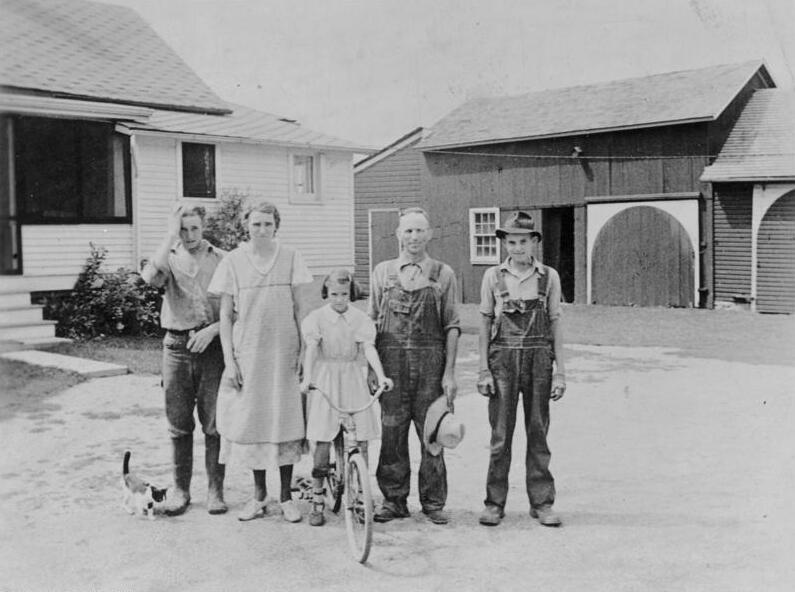
Ausgewanderte deutsche Familie 1930 in den USA

Es gibt klassische Einwanderungsländer, vor allem die USA, Kanada, die Länder Südamerikas und Australien, in die ein großer Anteil der Bevölkerung erst in den letzten Jahrhunderten eingewandert ist und die bis heute relativ dünn besiedelt sind. Auch in Europa hat es seit jeher große Migrationsbewegungen gegeben, zum Beispiel zur Zeit der Völkerwanderung oder in nachkolonialer Zeit die Migration aus Nordafrika nach Frankreich (nachdem Frankreich 1962 den Algerienkrieg verloren hatte, gab es etwa 1,4 Millionen Pied-noirs; viele von ihnen siedelten 1962 oder bald darauf nach Frankreich um).
Andere globale Einwanderungsgebiete (vor allem Binnenmigration) sind die Ostregion Chinas um Shanghai, verschiedene Teile Indonesiens (Transmigrasi), die Kapregion Südafrikas, Israel (Zuwanderung v. a. russischer Juden), Saudi-Arabien und Russland (Rückwanderung ethnischer Russen aus GUS-Staaten).
Durch die Einwanderung in die USA hat sich die Zusammensetzung der dortigen Bevölkerung stark verändert. Nach einer Volkszählung von 1790 stammten von den weißen Einwohnern rund 60 Prozent aus England. Zwischen 1850 und 1930 kamen 5 Millionen Deutsche, zwischen 1876 und 1910 rund 3 Millionen Personen aus Österreich-Ungarn in die Vereinigten Staaten. Ab 1882 wurden chinesische Arbeiter von der Einwanderung ausgeschlossen.

## Einwanderungsrecht
Einwanderungswillige sehen sich oft mit Einwanderungsgesetzen ihrer Zielländer konfrontiert, die ihr Vorhaben der Migration gesetzlich regeln.
Siehe Artikel Ausländerrecht.

## Einwanderung nach Deutschland

### Geschichte
Das Gebiet Deutschlands ist wegen seiner zentralen Lage in Europa seit Jahrhunderten sowohl Durchgangsland als auch Ziel verschiedener Einwanderergruppen. Das Edikt von Potsdam, auch Potsdamer Toleranzedikt genannt, war ein Toleranzedikt, das am 29. Oktoberjul. / 8. November 1685greg. vom preußischen Großen Kurfürsten Friedrich Wilhelm von Brandenburg erlassen wurde. Der Kurfürst – im Gegensatz zur evangelisch-lutherischen Bevölkerungsmehrheit Brandenburgs selbst calvinistischen Glaubens – bot seinen in Frankreich wegen ihrer Religion verfolgten protestantischen Glaubensgenossen, den Hugenotten, freie und sichere Niederlassung in Brandenburg an. Den Flüchtlingen wurden großzügige Privilegien gewährt, unter anderem Befreiung von Steuern und Zöllen, Subventionen für Wirtschaftsunternehmen und Bezahlung der Pfarrer durch das Fürstentum. Viele von ihnen siedelten sich in Potsdam und Berlin an (siehe dazu Hugenotten in Berlin).
Als 1620 nach der Schlacht am Weißen Berg die Religionsfreiheit in Böhmen endete, gelangten in Mähren und Böhmen die Protestanten zunehmend unter den Druck der Gegenreformation. Ab 1722 wanderten nach einer Unterstützungszusage des Grafen Nikolaus Ludwig von Zinzendorf eine große Zahl von Sympathisanten der Böhmischen Brüder zuerst aus Mähren kommend nach Sachsen ein. In deren Gepäck befand sich auch das theologische und philosophische Erbe Johann Amos Comenius. Die Exulanten blieben zunächst unter sich und gründeten in Herrnhut 1727 die noch heute bestehende Brüderunität. Konflikte mit und Misstrauen unter der damaligen angestammten Bevölkerung führten jedoch auch zu einer Fortsetzung der Wanderungsbewegung, wodurch sich Gruppen der Herrnhuter Brüdergemeine zunächst in Berlin und später an weiteren deutschen Orten ansiedelten.
1905 lebten mehr als eine Million Ausländer im Deutschen Reich, davon 42 % weiblich. Etwa die Hälfte waren „Österreicher“ (inkl. Tschechen, Slowaken, Galizier und anderer Zuwanderer aus damals zu Österreich gehörenden Ländern), etwa 107.000 „Russen“ (inkl. Polen und andere Zuwanderer aus dem damaligen Russischen Kaiserreich), je um die 100.000 Niederländer und Italiener, 82.000 Ungarn (alle Länder der ungarischen Krone), 63.000 Schweizer, 30.000 Dänen, jeweils etwa 20.000 Franzosen, Briten und Amerikaner (einschließlich Lateinamerikaner), 14.000 Luxemburger, je etwa 12.000 Belgier und Skandinavier, 397 Chinesen, 174 Japaner, 100 sonstige Asiaten (einschl. Türken) und 99 Afrikaner.
Durch Flucht und Vertreibung Deutscher aus Mittel- und Osteuropa kamen 1945–1950 rund 6 Millionen Menschen, überwiegend Deutsche, in die spätere Bundesrepublik Deutschland, die rund 15 Prozent der Gesamtbevölkerung Westdeutschlands ausmachten. Eine weitere Migrationswelle setzte in den 1950er, 1960er und 1970er Jahren ein, als im Zuge des „Wirtschaftswunders“ viele Millionen Arbeiter aus Italien, Spanien, Griechenland, Jugoslawien, Türkei, Portugal, Marokko, Tunesien und Südkorea als Gastarbeiter beschäftigt wurden (siehe hierzu auch Entwicklung in der Bundesrepublik Deutschland). 1973 wurde ein Anwerbestopp verhängt, die wichtigste Möglichkeit der Einwanderung war nun die Familienzusammenführung. Die nächsten Jahre waren geprägt von erfolglosen Bemühungen der Bundesregierungen von Helmut Schmidt und Helmut Kohl um Begrenzung der Zuwanderung oder Rückführung von ehemaligen Gastarbeitern in ihre Herkunftsländer. Die Mehrheit der Gastarbeiter blieb nur für einige Zeit in Deutschland und kehrte dann wieder in ihre Herkunftsländer zurück. Jedoch blieben auch Millionen von Gastarbeitern langfristig in Deutschland.
In den 1980er Jahren war die Debatte um Einwanderung vor allem durch teilweise sehr emotionale Auseinandersetzungen um das Asylrecht geprägt.
Aufgrund politischer Ursachen wie den Libanonkrieg, den Kriegen in Afghanistan, den Ersten Golfkrieg, Konflikten und Kriegen in Afrika, der Verfolgung von Kurden oder in Folge der Iranischen Revolution oder des Vietnamkrieges (boat people) beantragten vor allem in der zweiten Hälfte der 1970er Jahre und in den 1980er und 1990er Jahren zahlreiche Menschen in Deutschland Asyl. Dessen aus historischen Gründen sehr großzügige Auslegung ermöglichte nicht nur Kriegsflüchtlingen und politisch Verfolgten, sondern auch Arbeitsmigranten die Einwanderung in die Bundesrepublik Deutschland, die ansonsten stark erschwert worden war. So migrierten aus Ländern wie der Türkei auch nach dem Anwerbestopp 1973 zahlreiche Menschen. Sie erhofften sich meist in Deutschland mehr Wohlstand und höhere Löhne. Viele migrierten auch aus politischen Gründen wie Unruhen, Umstürze oder der Politik im Herkunftsland.
Das von der Bundesregierung 1988 beschlossene Sonderprogramm zur Eingliederung von Aussiedlern, die Öffnungspolitik der sowjetischen Regierung Ende der 1980er Jahre, welche auch die Ausreise einer großen Anzahl von Aussiedlern genehmigte, der Zerfall der Sowjetunion 1991 sowie Armut in Russland und in der Ukraine führten dazu, dass eine größere Zahl von Menschen aus der ehemaligen Sowjetunion nach Deutschland einwanderten, darunter auch Millionen Spätaussiedler (Menschen deutscher Abstammung), welche Russlanddeutsche genannt werden, sowie Kontingentflüchtlinge „jüdischer Nationalität“, die heute den Großteil der Juden in Deutschland ausmachen.
Auch aus Polen kamen viele Aussiedler nach Deutschland.
In den 1990ern migrierten oder flohen auch viele Menschen im Zuge der Jugoslawienkriege aus den Balkanländern nach Deutschland, meist Kosovo-Albaner, Bosnier, Kroaten und Serben.
Zunehmende Fremdenfeindlichkeit, eine emotionalisierte Asyldebatte und eine Serie rassistischer Anschläge Anfang der 1990er Jahre veranlassten die damaligen Regierungsparteien CDU/CSU und FDP sowie die Oppositionspartei SPD dazu, im Dezember 1992 den sogenannten Asylkompromiss zu vereinbaren. Änderungen im Grundgesetz und im Asylverfahrensgesetz schränkten die Möglichkeiten ein, Asyl in Deutschland zu erhalten.
Die Reform des Staatsangehörigkeitsrechts der rot-grünen Bundesregierung Gerhard Schröders im Jahr 2000 kann als Indiz dafür gelten, dass sich Deutschland als Einwanderungsland und als multikulturelle Gesellschaft zu verstehen begann. Im Gegensatz zur alten Version des Gesetzes aus dem Jahr 1913, das gemäß dem Ius sanguinis die deutsche Staatsangehörigkeit über die ethnische Herkunft bestimmte, nähert sich das neue Gesetz dem Normalfall westeuropäischer Einwanderungsgesellschaften (dem Ius soli) und gibt in Deutschland geborenen Einwanderern der zweiten Generation die Möglichkeit der Einbürgerung (so genanntes „Optionsmodell“). Jedoch begann damals, ähnlich wie in anderen westeuropäischen Staaten, auch eine Debatte um Integration und Integrationsdefizite vor allem muslimischer Einwanderer.
Das EU-Freizügigkeitsgesetz 2005 sowie der EU-Beitritt von Rumänien und Bulgarien 2007 führte dazu, dass zahlreiche Bulgaren und Rumänen nach Deutschland kamen. Seitdem ist die Zahl der Immigranten wieder stark angestiegen.
Speziell ab 2015 beantragten Millionen Menschen, meist aus dem Nahen Osten (vor allem aus Syrien), Afghanistan sowie Afrika, in Deutschland Asyl (Flüchtlingskrise).
Aus der Sicht des Jahres 2015 bilanziert der „Spiegel“ die typische Haltung Deutscher zum Thema Einwanderung. Er kommt zu dem Schluss, dass die entscheidende Frage sei, „wie viel Diversität die deutsche Gesellschaft am Ende wirklich“ aushalte. Die „Spiegel“-Autoren stellen außerdem fest: „Einwanderer werden in Deutschland weiterhin entweder als Armutsmigranten abgetan oder gefürchtet oder von der Wirtschaft als schnelle, billige Lückenfüller für den Arbeiter- und Fachkräftemangel missverstanden. Viel Gutes kann aus solchen verkürzten Blickweisen nicht folgen.“
Tatsächlich trifft der Topos vom schlecht qualifizierten Zuwanderer nur noch bedingt zu. Die neueste Generation der Zuwanderer nach Deutschland war 2013 durchschnittlich wesentlich besser qualifiziert als Deutsche. Eine wichtige Rolle spielt hierbei die hohe Jugendarbeitslosigkeit in vielen Staaten der Europäischen Union, von der auch viele Hochqualifizierte betroffen sind. Im Januar 2014 stellte Werner Eichhorst, Direktor für Europäische Arbeitsmarktpolitik am „Institut für die Zukunft der Arbeit (IZA)“ fest: „Es gibt keine Anzeichen für eine Zuwanderung in Arbeitslosigkeit oder Armut. Die Arbeitssuchenden, die kommen, finden in der Regel Jobs, ohne einheimische Arbeitskräfte zu verdrängen.“

### Statistiken
2009 wanderten 606.000 Menschen mit ausländischer Staatsangehörigkeit nach Deutschland ein und 579.000 ohne deutsche Staatsangehörigkeit aus. Das entspricht einem Überhang von etwa 27.000 Zuwanderungen.
2011 war etwa jeder Fünfte der damals 6,9 Millionen Ausländer in der Bundesrepublik geboren. 2011 zogen 958.000 Menschen nach Deutschland zu.
2014 hielten sich in Deutschland 629.000 registrierte Flüchtlinge auf (130.000 mehr als 2013), von denen 338.000 als solche anerkannt sind. Die übrigen registrierten Flüchtlinge sind Asylbewerber und Geduldete.
Ende 2022 lebten nach Angaben des Statistischen Bundesamtes in Deutschland 13,4 Millionen Ausländer, d. h. melderechtlich registrierte Personen ohne deutsche Staatsangehörigkeit. Stand 2022 lebten die Zuwanderer im Durchschnitt seit 14,3 Jahren in Deutschland. Insgesamt hatten laut Mikrozensus 2022 rund 20,2 Millionen Menschen in Deutschland einen Migrationshintergrund, d. h., sie sind nach 1950 in die Bundesrepublik eingewandert oder stammen von diesen Einwanderern ab. Das waren 24,3 % der Bevölkerung.
Befürwortern einer Verstärkung der Zuwanderung wird oftmals entgegengehalten, dass diese in vielen Fällen zu einer „Zuwanderung in die Sozialsysteme“ führe. Nach einer Untersuchung der Beauftragten der Bundesregierung für Ausländerfragen ist auch der Zuzug der Familien zu ihren erwerbstätigen Ehegatten zu berücksichtigen.

#### Wirtschaft
Laut einer Analyse der Stiftung Marktwirtschaft aus dem Jahr 2009 zahlten die meisten Ausländer in Deutschland aufgrund ihres im Vergleich zu deutschen Beschäftigten schlechten Qualifikations- und Lohnniveaus im Laufe ihres Lebens in Deutschland weniger Steuern und Abgaben, als sie an Leistungen erhielten. Der überwiegende Anteil der Einwanderung nach Deutschland nach 1973 (dem Jahr des Anwerbestopps von Gastarbeitern), die sich vor allem über die Familienzusammenführung vollzogen habe, sei in das deutsche Sozialsystem erfolgt: Obgleich die Zahl der Ausländer bis zum Jahr 2000 auf 7,5 Millionen Menschen stieg, stagnierte der Anteil der Erwerbstätigen unter den Ausländern bei rund 2 Millionen.
Im Jahr 1974 lag die Erwerbsquote der ausländischen Bevölkerung bei 61,5 %, derjenige der Deutschen nur bei 42,7 %. Heute dagegen kann man – bedingt durch den Familiennachzug und die Differenzierung der Zuwanderung nach dem Anwerbestopp (z. B. Arbeitsmigration, Familiennachzug, Flüchtlinge, jüdische Kontingentflüchtlinge) – von einer Normalisierung sprechen: Bei Deutschen wie bei Ausländern lag die Erwerbsquote im Jahr 2001 bei 49,1 % (Deutsche) bzw. 50,9 % (Ausländer), auch die Alters- und Geschlechtsstruktur hat sich angeglichen.
Nach Berechnungen des „Zentrums für Europäische Wirtschaftsforschung (ZEW)“ aus dem Jahr 2014 zahlt jeder Ausländer in Deutschland pro Jahr durchschnittlich 3300 Euro mehr Steuern und Sozialabgaben, als er an staatlichen Leistungen erhält. Das Plus pro Kopf ist demnach in den vergangenen zehn Jahren um über die Hälfte gestiegen. Durchschnittlich überweise jeder Mensch ohne deutsche Staatsangehörigkeit in seinem Leben 22.300 Euro mehr an den Staat, als er an Transfers erhalte. In Summe profitiere der Sozialstaat in einer Größenordnung von 147,9 Milliarden Euro von den bereits heute in Deutschland lebenden Ausländern. Jeder Bürger könnte dem ZEW zufolge um mehr als 400 Euro jährlich fiskalisch entlastet werden, wenn künftig pro Jahr mindestens 200.000 Zuwanderer nach Deutschland kämen und 30 Prozent von ihnen hoch und weitere 50 Prozent mittel qualifiziert wären.
Das ZEW stellt in der oben erwähnten Studie allerdings einschränkend fest, dass Kinder ausländischer Eltern, die 2012 in Deutschland geboren wurden, per saldo den deutschen Staat über den gesamten Lebenszyklus hinweg durchschnittlich ca. 44.000 Euro mehr an Transferzahlungen kosten werden, als sie an Steuern und Sozialbeiträgen zahlen, wenn sie durchschnittlich keine deutlich besseren Qualifikationen erwerben als ihre Eltern. Um zu erreichen, dass Zuwanderer der zweiten Generation das durchschnittliche Qualifikationsniveau der deutschen Bevölkerung erreichen, seien intensivere staatliche Anstrengungen nötig. Zudem würde die gezieltere Steuerung der Zuwanderung „Deutschlands demografische Probleme deutlich entschärfen“, die dazu beitragen müsste, dass Ausländer aufgrund ihrer im Durchschnitt relativ geringen Qualifikation in ihrer aktiven Phase zwischen 20 und 60 Jahren deutlich weniger an Steuern und Abgaben als Deutsche zahlen und so verstärkt dem Risiko ausgesetzt sind, im Alter aufgrund ihrer Altersarmut auf Leistungen aus der Grundsicherung angewiesen zu sein. Per saldo würde es aber ausreichen, wenn 30 Prozent der Kinder ausländischer Eltern, die 2012 in Deutschland geboren wurden, das für Deutsche typische Durchschnitts-Lebenseinkommen erzielen würden (unter der Annahme, dass die übrigen 70 Prozent kein höheres Lebenseinkommen erzielen als ihre Eltern), damit durch diesen Jahrgang von Menschen mit Migrationshintergrund der deutschen Volkswirtschaft durch seinen Daueraufenthalt in Deutschland kein Schaden entsteht.

#### Kriminalitätsstatistiken zu Zuwanderern in Deutschland

##### Zuwanderer als Tatverdächtigter einer Straftat
|      | Zahl der tatverdächtigen „Zuwanderer“ | Anteil an allen Tatverdächtigen |
| ---- | ------------------------------------- | ------------------------------- |
| 2018 | 165.769                               | 8,6 %                           |
| 2019 | 151.009                               | 8,0 %                           |
| 2020 | 136.588                               | 7,3 %                           |
| 2021 | 127.489                               | 7,1 %                           |
| 2022 | 142.721                               | 7,4 %                           |

Zuwanderer beschreiben in dieser Statistik Personen, die „mit dem Aufenthaltsanlass „Asylbewerber“, „Schutzberechtigte und Asylberechtigte, Kontingentflüchtling“, „Duldung“ oder „unerlaubter Aufenthalt“ registriert wurden.“
| Jahr | Fälle | Anteil zu sonstigen Tatverdächtigen |
| ---- | ----- | ----------------------------------- |
| 2015 | 34    | 6,02 %                              |
| 2016 | 47    | 7,98 %                              |
| 2017 | 69    | 12,11 %                             |
| 2018 | 44    | 8,75 %                              |
| 2019 | 43    | 8,70 %                              |

##### Zuwanderer als Opfer einer Straftat
| Jahr | Anzahl | Anteil zu allen Opfern |
| ---- | ------ | ---------------------- |
| 2018 | 47.042 | 4,6 %                  |
| 2019 | 50.466 | 5,0 %                  |
| 2020 | 57.205 | 5,7 %                  |
| 2021 | 51.166 | 5,2 %                  |
| 2022 | 55.929 | 4,9 %                  |

Bei dieser Statistik wird bei Opfern die Häufigkeit des „Opferwerdens“ gezählt, wodurch die Zahlen nicht zwangsmäßig der tatsächlichen Zahl an Personen entsprechen muss.
| Jahr | Anzahl | Anteil zu allen Opfern |
| ---- | ------ | ---------------------- |
| 2018 | 20     | -                      |
| 2019 | 22     | -                      |
| 2020 | 66     | -                      |
| 2021 | 33     | -                      |
| 2022 | 38     | -                      |

##### Kriminalisierungswahrscheinlichkeit
Die Bundeszentrale für politische Bildung weist auf eine unterschiedliche Kriminalisierungswahrscheinlichkeit hin. Unter anderem deuten Untersuchungen zum Beispiel auf ein Racial/Ethnic Profiling hin, bei welchem es für Minderheitenangehörige häufiger zu Personenkontrollen kommt. Befragungsstudien legen nahe, dass Jugendliche eher Anzeige erstatten, wenn ihnen der Täter / die Täterin fremd vorkommt. Einer Studie des Sachverständigenrads für Integration und Migration zur Folge werden Personen, die aufgrund äußerlicher Merkmale als ausländisch wahrgenommen werden, doppelt so häufig von der Polizei kontrolliert, als weiße Personen. Die „Trefferquote“ bei diesen Kontrollen sei dabei jedoch in beiden Gruppen sehr ähnlich.
Des Weiteren gibt es geschlossene Milieus mit hohem Zuwanderungsanteil, bei welchen wenige Straftaten von Zuwandern als Täter oder Opfer polizeilich erfasst werden.

### Herkunftsländer
2012 lebten 10,7 Millionen Menschen aus 194 Ländern in Deutschland, die Mehrheit (7,4 Millionen) davon kommt aus Europa.
Wichtigstes Herkunftsland ist nach wie vor die Türkei, gefolgt von Italien und Polen. Fast jeder vierte Ausländer ohne deutsche Staatsbürgerschaft in Deutschland stammt aus der Türkei. Zugleich sinkt die Zahl der Türken in Deutschland seit dem Höchststand von 2,1 Millionen im Jahr 1999 ständig – von damals 2,1 Millionen auf 1,47 Millionen im Jahr 2018. Als Gründe nennen die Statistiker neben Einbürgerungen auch Sterbefälle und Rückkehrer.
Mehr als jeder dritte (36 Prozent) Ausländer in Deutschland stammt aus einem der 27 EU-Mitgliedstaaten. Die Zahl der Europäer nahm mit 75.400 (plus 3,2 Prozent) innerhalb eines Jahres auch besonders stark zu. Als Hauptursache nennen die Statistiker Zuwanderung. Den größten Zuwachs gab es mit 21.600 Menschen bei Rumänen, gefolgt von Polen und Bulgaren. 2012 kamen rund 71.000 Bulgaren und Rumänen nach Deutschland. Prozentual gesehen war der Anstieg aus Lettland, Bulgarien und Rumänien am höchsten. Griechenland ist der einzige EU-Mitgliedstaat, aus dem nennenswert weniger Menschen in Deutschland lebten als im Vorjahr (minus 1400).
Zu einzelnen Herkunftsländern: Aserbaidschaner in Deutschland, Bulgaren in Deutschland, Eritreer in Deutschland, Georgier in Deutschland, Ghanaer in Deutschland, Griechen in Deutschland, Inder in Deutschland, Iraker in Deutschland, Iraner in Deutschland, Italiener in Deutschland, Koreaner in Deutschland, Kroaten in Deutschland, Kurden in Deutschland, Litauer in Deutschland, Nepalesen in Deutschland, Niederländer in Deutschland, Polen in Deutschland, Portugiesen in Deutschland, Serben in Deutschland, Spanier in Deutschland, Ukrainer in Deutschland und Vietnamesen in Deutschland.

### Einwanderungspolitik

#### Einwanderung von Familienangehörigen
Die Einwanderung von Menschen nach Deutschland, und auch die transnationale Migration, betrifft nicht nur Einzelpersonen, sondern auch Familien: im Zuwanderungsgesetz ist z. B. das Nachzugsalter von Familienangehörigen von Zuwanderern geregelt.
Deshalb wird Immigration im 6. Familienbericht der Bundesregierung „Familien ausländischer Herkunft – Leistungen – Belastungen – Herausforderungen“, 2000, als Familienprojekt bezeichnet, das generationsübergreifend stattfindet und nicht in einer Generation abgeschlossen ist. U. a. durch diesen Bericht des Bundesministerium für Familie, Senioren, Frauen und Jugend (BMFSFJ) aus dem Jahr 2000 ist klargestellt, dass die Bundesrepublik Deutschland ein Einwanderungsland ist und dass die Integration der Immigranten durch den zeitlich nahen Nachzug der Familienmitglieder gefördert und stabilisiert wird.
Immigranten haben die unterschiedlichsten Migrations- oder Fluchtgründe und unterscheiden sich etwa in der Absicht, kurz oder länger in Deutschland zu bleiben oder nur durchzuwandern.
Seit 1996 gibt es eine Statistik zum Familiennachzug. Diese weist eine Größenordnung von 55.000 bis 63.000 Familienangehörige im Jahr aus. Zwei Drittel des Familiennachzugs sind Ehepartner und etwa ein Drittel sind Kinder (20.000). Verglichen mit der Zahl der primären Immigranten von 649.249 Personen addiert sich die Anzahl eines Zehntels dieser Anzahl durch Familiennachwanderung.
„Integrationspolitik muss verstärkt die ‚ganze Familie‛ in den Blick nehmen und diese Perspektive zumindest ergänzend und verstärkend neben die ‚Familienmitglieder-Zielgruppenorientierung‘ setzen, die heute vor allem in der Form von Kinder-, Jugend- und Mädchenprojekten umgesetzt wird“, heißt es im Zwischenbericht zum Projekt „Der soziale Nahraum in seiner Integrationsfunktion für Familien ausländischer Herkunft“ des Deutschen Jugendinstituts, weil die Familien von Immigranten auch einen Lebensraum darstellen, der einer Integration entgegenwirken kann, da sich der Spracherwerb und die Überwindung der kulturellen Fremdheit verzögern können.

### Rechtlicher Status
Das deutsche Einwanderungsrecht unterliegt gewissen Bindungen durch die Vorschriften der Europäischen Union über den Freien Personenverkehr.
In Deutschland lassen sich Einwanderer in folgende Gruppen unterteilen:
- Spätaussiedler, mithin deutsche Volkszugehörige aus deutschen Siedlungsgebieten in Osteuropa, insbesondere aus den heute zu Polen und Russland gehörenden Gebieten (Einwanderungsregelung gemäß Bundesvertriebenen- und -flüchtlingsgesetz (BVFG) von 1953 sowie Aussiedleraufnahmegesetz (AAG) von 1990),
- Unionsbürger und Angehörige der übrigen Staaten des Europäischen Wirtschaftsraums (EWR) und ihre Familienangehörigen (auch aus Nicht-EWR-Staaten); diese genießen das Recht auf Freizügigkeit nach dem Freizügigkeitsgesetz/EU, ähnliches gilt für Schweizer Bürger nach dem Freizügigkeitsabkommen EG-Schweiz,
- Arbeitsmigranten aus Drittstaaten (Nicht-EU-Ländern); diese können nach dem Aufenthaltsgesetz als Arbeitnehmer oder Selbstständige einreisen und sich in Deutschland aufhalten; der Zuzug zur Arbeitsmigration ist jedoch stark eingeschränkt,
- Familienangehörige Deutscher und hier lebender Ausländer, insbesondere Ehepartner und minderjährige Kinder; diese können ggf. nach dem Aufenthaltsgesetz ein Nachzugsrecht erhalten,
- Studenten; diese können ggf. nach dem Aufenthaltsgesetz ein Aufenthaltsrecht zu Studienzwecken erhalten,
- Asylsuchende; diese können nach Artikel 16a Grundgesetz und dem Asylverfahrensgesetz einen Flüchtlingsstatus, die Asylberechtigung oder die Zuerkennung der Flüchtlingseigenschaft, beantragen,
- Personen, die aus humanitären, politischen oder völkerrechtlichen Gründen ein Aufenthaltsrecht nach dem Aufenthaltsgesetz oder nach Vereinbarungen der IMK (ministerielle Erlasse) erhalten (zumeist ohne Rechtsanspruch); darunter fielen bisher z. B. Bürgerkriegsflüchtlinge,
- Kontingentflüchtlinge; dieser Personenkreis konnte von 1991 bis 2004 überwiegend aus den Staaten der ehemaligen Sowjetunion in Deutschland aufgenommen werden,
- Illegale Einwanderer, die keinen regulären Status nach dem Ausländerrecht besitzen.

Die Begriffe Ausländer und Migrationshintergrund werden in der Bevölkerung oft synonym verwendet, obwohl beide Begriffe zu unterscheiden sind. Migranten, die die deutsche Staatsangehörigkeit annehmen, gelten vom Zeitpunkt der Einbürgerung an nicht mehr als Ausländer, aber als Personen mit Migrationshintergrund.

### Attraktivität für ausländische Fachkräfte
Eine 2019 veröffentlichte Studie der Organisation für wirtschaftliche Zusammenarbeit und Entwicklung (OECD) bescheinigte Deutschland nur bedingte Attraktivität für ausländische Fachkräfte. Im Vergleich von 30 Industrienationen belegte Deutschland den zwölften Platz, insbesondere aufgrund unterdurchschnittlicher beruflicher Chancen. Die Arbeitslosenquote für zugewanderte Akademiker lag mit sieben Prozent über dem Durchschnitt. Vor diesem Hintergrund gab es auch Kritik am Fachkräfteeinwanderungsgesetz aufgrund komplizierter Regelungen zur Anerkennung von Abschlüssen aus Nicht-EU-Ländern. Eine ähnliche Studie der OECD von 2023 bewertete Deutschland im Standortranking für akademische Fachkräfte mit Platz 15, wies allerdings dagegen eine hohe Attraktivität des Lands für internationale Studierende aus.

### Gesellschaftliche Akzeptanz
Eine Mitte 2019 veröffentlichte repräsentative Befragung von Kantar Emnid im Auftrag der gemeinnützigen Bertelsmann Stiftung attestierte eine weitverbreitete Skepsis gegenüber Zuwanderung. 49 % der Teilnehmenden meinten, Deutschland könne keine weiteren Flüchtlinge mehr aufnehmen (2017 lag der Wert bei 54 %; 2015 bei 40 %). 37 % (2017: 37 %; 2015: 51 %) meinten, Deutschland könne weitere Flüchtlinge aufnehmen. Die Willkommenskultur gegenüber Einwanderern, die in Deutschland arbeiten oder studieren, wurde von den Studienautoren als „robust“ bezeichnet. Sowohl bei Behörden (79 %) als auch bei der Bevölkerung vor Ort (71 %) seien die Einwanderer mehrheitlich willkommen. Insbesondere jüngere Menschen sahen Zuwanderung positiv. Insgesamt stand eine Mehrheit der Befragten den Folgen pragmatisch gegenüber.

## Einwanderung in die Schweiz
In der Schweiz wurde eine Volksinitiative zur Beschränkung der Zuwanderung am 9. Februar 2014 angenommen.

## Einwanderung nach Österreich
Der Aufenthalt von Nicht-Staatsbürgern (juristisch „Fremden“) in Österreich ist staatlich reglementiert. Das Niederlassungs- und Aufenthaltsgesetz (NAG) regelt die verschiedenen Typen an Aufenthaltstiteln für Fremde, die sich länger als sechs Monate in Österreich aufhalten wollen. Aufenthalte von weniger als sechs Monaten werden europaeinheitlich durch die Verordnung (EU) 2018/1806 (EU-Visum-Verordnung) geregelt. Das Fremdenpolizeigesetz 2005 (FPG) befasst sich demgegenüber nicht mit Aufenthaltstiteln, sondern mit dem Verfahren: Es regelt die Ausübung der Fremdenpolizei, die Erteilung von Einreisetiteln, die Zurückweisung, die Erlassung von aufenthaltsbeendenden Maßnahmen, die Abschiebung, die Duldung, die Vollstreckung von Rückführungsentscheidungen von EWR-Staaten und die Ausstellung von Dokumenten für Fremde.
Zur alleinigen Einreise von Drittstaatsangehörigen ist ein Schengen-Visum notwendig. Für einen längeren Aufenthalt ist ein Aufenthaltstitel notwendig (Details zu diesen siehe im verlinkten Artikel). Ein Aufenthaltstitel darf nur erteilt werden, wenn der beantragende Fremde über einen angemessenen Wohnsitz, ein festes regelmäßiges Einkommen und eine Krankenversicherung verfügt. Bei Besitz eines Aufenthaltstitels für dauerhaften bzw. längerfristigen Aufenthalt müssen Module der Integrationsvereinbarung absolviert werden.
EWR-Bürger und Schweizer Bürger genießen Visumfreiheit und haben das Recht auf ungehinderten Aufenthalt für einen Zeitraum von drei Monaten. Im Rahmen der EU-Personenfreizügigkeit sind diese Fremden zu einem längeren Aufenthalt berechtigt, wenn sie in Österreich beschäftigt, selbstständig oder in Ausbildung sind und über „ausreichende Existenzmittel und einen umfassenden Krankenversicherungsschutz“ für sich und ihre Angehörigen verfügen. Ein solcher Aufenthalt unterliegt der Anzeigepflicht.

## Einwanderung nach Dänemark
→ siehe Einwanderung und Einwanderungspolitik in Dänemark seit 1945

## Einwanderung nach Frankreich
Frankreich besitzt eine lange Zuwanderungsgeschichte: Schon im 19. Jahrhundert wurden Einwanderer aufgenommen, da es im Zuge des Industrialisierungsprozesses, bei gleichzeitig sinkenden Geburtenraten, zu einem Mangel an Arbeitskräften gekommen war. Damit stellte Frankreich in dieser Phase eine Ausnahme in Westeuropa dar. Die meisten anderen Industriestaaten, darunter auch Deutschland, hatten höhere Geburtenraten und waren hauptsächlich Auswanderungsländer. Durch den Rückgang der Bevölkerung infolge des Ersten Weltkriegs verschärfte sich der Arbeitskräftemangel. Um diesen zu beseitigen, schloss Frankreich Anwerbeabkommen mit Italien (1904, 1906, 1919), Belgien (1906), Polen (1906) und der Tschechoslowakei (1920). Zu Beginn der 1930er Jahre war Frankreich – gemessen an absoluten Zahlen – nach den USA das zweitwichtigste Einwanderungsland der Welt. Damals lebten etwa 2,7 Mio. Einwanderer in Frankreich (6,6 % der Gesamtbevölkerung). Außerdem kamen politische Flüchtlinge nach Frankreich, etwa „weiße“ Russen nach der Oktoberrevolution, Armenier und anderen orientalische Christen aus dem Osmanischen Reich nach dem Völkermord von 1915, Italiener nach der Machtübernahme der Faschisten oder Spanier nach dem Spanischen Bürgerkrieg und dem Sieg der Nationalisten Francos. Schon damals war die Einwanderung ein häufig debattiertes und politisch brisantes Thema. Schließlich erließ die Regierung einen Anwerbestopp und versuchte, jede weitere Einwanderung zu verhindern, politische Flüchtlinge aus Spanien wurden etwa in Lagern festgehalten, die später auch vom Vichy-Regime genutzt wurden.
Nach dem Zweiten Weltkrieg und während des Wirtschaftsaufschwungs der 1950er und 1960er Jahre (les trentes glorieuses) warb Frankreich erneut Arbeitskräfte vor allem aus Italien, Portugal und Spanien an, ähnlich den Gastarbeitern in Westdeutschland. Im Zusammenhang mit der Unabhängigkeit Algeriens 1962 kam es zu einer umfangreichen Wanderungswelle französischer Siedler (pieds-noirs) und pro-französischer Algerier (Harkis) nach Frankreich. In der Wirtschaftskrise der frühen 1970er Jahre folgte Frankreich dem Vorbild anderer europäischer Länder und stellte 1974 alle Anwerbeprogramme für ausländische Arbeitskräfte ein. Dies führte jedoch nicht zu einer Rückkehr der Einwanderer bzw. einem Rückgang der Einwanderung. Viele Einwanderer blieben in Frankreich und holten ihre Familien nach. Die Familienzusammenführung ist seitdem die zahlenmäßig wichtigste Form der Zuwanderung. Gleichzeitig verstärkte sich die Einwanderung aus den ehemaligen Kolonien infolge der Entkolonialisierung: Es kamen nun Einwanderer von den Antillen, aus dem Maghreb, Subsahara-Afrika und in geringerem Maße aus Südostasien (Indochina).
In den 1980er Jahren entwickelte sich als Reaktion auf verbreiteten Rassismus eine Art Bürgerrechtsbewegung der maghrebinischen Einwanderer, die sich nun selbst als beurs bezeichneten, ein Slangwort für arabe (Araber), es entstanden Organisationen wie SOS Racisme. Die Idee eines multiethnischen und multikulturellen Frankreich, einer société métissé, wurde nun von der politischen Linken besonders betont.
In den frühen 1990er Jahren änderte sich die Tendenz der Politik, der konservative Innenminister Charles Pasqua verfolgte das Ziel einer Null-Einwanderungs-Politik (immigration zéro). Zahlreiche Regelungen wurden dabei verschärft. So wurde z. B. die Wartezeit für Familienzusammenführungen von ein auf zwei Jahre verlängert, und ausländischen Absolventen französischer Universitäten war es untersagt, eine Arbeit in Frankreich anzunehmen. Die Einführung der so genannten „Pasqua-Gesetze“ war jedoch heftig umstritten. Die Proteste fanden ihren Höhepunkt 1996 in der Besetzung einer Kirche in Paris durch Afrikaner und Chinesen, die lange Jahre ohne Aufenthaltsstatus in Frankreich gelebt hatten und auf ihre prekäre Situation aufmerksam machen wollten. Tausende von Menschen unterstützten die Protestaktionen der sans papiers, wie man in Frankreich illegale Einwanderer nennt. Unter dem sozialistischen Premierminister Lionel Jospin wurden ab 1997 viele der restriktiven Regelungen zurückgenommen oder abgeschwächt. Zudem wurde ein spezieller Einwanderungsstatus für hochqualifizierte Arbeitnehmer, Wissenschaftler und Künstler geschaffen. Im Jahr 1997 wurde außerdem ein Legalisierungsprogramm für Ausländer aufgelegt, die sich ohne entsprechende Erlaubnis im Land aufhielten. Seit dem erneuten Regierungswechsel im Jahr 2002 und seit der Präsidentschaft von Nicolas Sarkozy 2007 ist eine Rückkehr zu einer restriktiveren Einwanderungspolitik zu beobachten.
Heute wohnen viele Immigranten in großen, ab den 1970er Jahren entstandenen Neubausiedlungen (Banlieue) am Rand der Großstädte. Die Integration der Einwanderer, von denen eine Mehrheit die französische Staatsbürgerschaft besitzt, ist nur sehr unvollständig gelungen. Traditionell verfolgte Frankreich eine Politik der Assimilation der Einwanderer, so dass frühere Einwanderergruppen nach einiger Zeit vollständig in der französischen Gesellschaft aufgingen und bei ihren Nachkommen ihre Herkunft nur durch ihre italienischen, spanischen oder polnischen Namen erkennbar ist. Dies stieß nun auf seine Grenzen, da vor allem muslimische Zuwanderer auf ihrer kulturellen Eigenständigkeit bestehen. Gerade die Religion stellt in Frankreich, das eine streng laizistische Politik verfolgt, eine häufige Konfliktursache dar. In den Großstädten haben ganze Stadtviertel einen orientalischen oder afrikanischen Charakter angenommen, oft wird in diesem Zusammenhang von Ghettoisierung gesprochen. Diese „Maghrebisierung“ schürt Überfremdungsängste und Rassismus in der Mehrheitsgesellschaft. Konflikte mit Polizisten sowie deutliche soziale und wirtschaftliche Benachteiligung ließen das Konfliktpotenzial wachsen und führten immer wieder zu offenen Gewaltausbrüchen, so auch zu den Unruhen im Oktober und November 2005. Auch hat die Zahl rassistischer Übergriffe auf islamische und jüdische Einrichtungen – Frankreich hat mit 6 Millionen Muslimen und 600.000 Juden sowohl die größte muslimische als auch die größte jüdische Gemeinde Europas – deutlich zugenommen, Antisemitismus ist auch unter muslimischen Jugendlichen sehr verbreitet.
Die Nationalversammlung stimmte am 12. Oktober 2010 einem verschärften Einwanderungsgesetz zu, welches den Entzug der Staatsbürgerschaft für Einwanderer bei schweren Angriffen auf Amtspersonen ebenso wie eine leichtere Ausweisung von EU-Bürgern in bestimmten Fällen vorsieht. In den Worten der taz dürfte Frankreich dann „über die schärfsten Gesetze gegen EU-Bürger innerhalb der Union verfügen“. Diese zielen vor allem auf Romafamilien aus Rumänien und Bulgarien, die als potenzielle Ruhestörer und Kriminelle wahrgenommen werden.
Der Wahrnehmung von Einwanderung als Problem steht aber auch ein wachsendes Bewusstsein gegenüber, dass Einwanderung eine Bereicherung der französischen Gesellschaft darstellt. Das 2007 in Paris eröffnete Museums der Geschichte der Einwanderung (Cité nationale de l’histoire de l’immigration) deutet in diese Richtung. Ziel des Projekts ist es zum einen, die Geschichte der Einwanderung nach Frankreich darzustellen. Darüber hinaus soll das Museum auch dazu beitragen, einen Wandel im Umgang mit Zuwanderung zu erreichen: Migration soll unter Betonung ihrer positiven Aspekte immer mehr als Normalität betrachtet werden.

## Einwanderung nach Großbritannien
→ siehe Demografie des Vereinigten Königreichs#Migration

## Einwanderung nach Südafrika
Das Staatsgebiet des heutigen Südafrikas war und ist das Zielgebiet für Migranten aus unterschiedlichen Herkunftsregionen. Zu den größten Einwanderungsgruppen im Verlaufe mehrerer Jahrhunderte gehören Bantuvölker, Europäer (Buren, Deutsche, Engländer, jüdische Emigranten) und Indischstämmige.

## Einwanderung nach Israel
→ siehe Alija

## Einwanderung in die USA
→ siehe Einwanderung in die Vereinigten Staaten

### Studien
- Studie: Gezielte Einwanderung ist gut für Deutschland, INSM, 27. August 2015
- Herwig Birg: Auswirkung und Kosten der Zuwanderung nach Deutschland. 2001 (herwig-birg.de [PDF; 420 kB]).
- Migration und Integration in Deutschland. Bibliografie von Dokumenten und Materialien, die im Internet online frei zugänglich sind. Stand: 31. Dezember 2009. Bibliothek des Hessischen Landtags (PDF; 20 MB)
- Das Institut für Arbeitsmarkt- und Berufsforschung der Bundesagentur für Arbeit analysiert im monatlich erscheinenden Zuwanderungsmonitor Zuwanderung, Beschäftigung und Arbeitslosigkeit verschiedener Personengruppen.

Österreich
- Das Kriterium des ausreichenden Unterhalts im österreichischen Niederlassungsverfahren (Eberwein/Jessner FABL 2/2010-I 60) (PDF; 457 kB)